# Hyperolius endjami
Hyperolius endjami är en groddjursart som beskrevs av Jean-Louis Amiet 1980. Hyperolius endjami ingår i släktet Hyperolius och familjen gräsgrodor. IUCN kategoriserar arten globalt som sårbar. Inga underarter finns listade i Catalogue of Life.